# Oscarverleihung 2012
Übersicht aller ausgezeichneten Filme

◄◄ | ◄ | 2008 | 2009 | 2010 | 2011 | Oscarverleihung 2012 | 2013 | 2014 | 2015 | 2016 | ► | ►►

Weitere Ereignisse
| Film                                                 | N  | A |
| ---------------------------------------------------- | -- | - |
| Hugo Cabret                                          | 11 | 5 |
| The Artist                                           | 10 | 5 |
| Gefährten                                            | 6  | 0 |
| Die Kunst zu gewinnen – Moneyball                    | 6  | 0 |
| The Descendants – Familie und andere Angelegenheiten | 5  | 1 |
| Verblendung                                          | 5  | 1 |
| The Help                                             | 4  | 1 |
| Midnight in Paris                                    | 4  | 1 |
| Albert Nobbs                                         | 3  | 0 |
| Dame, König, As, Spion                               | 3  | 0 |
| Harry Potter und die Heiligtümer des Todes – Teil 2  | 3  | 0 |
| Transformers 3                                       | 3  | 0 |
| The Tree of Life                                     | 3  | 0 |
| Brautalarm                                           | 2  | 0 |
| Die Eiserne Lady                                     | 2  | 2 |
| Extrem laut & unglaublich nah                        | 2  | 0 |
| My Week with Marilyn                                 | 2  | 0 |
| Nader und Simin – Eine Trennung                      | 2  | 1 |

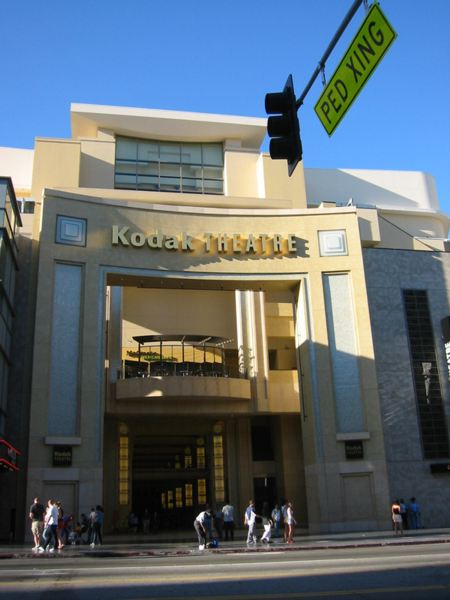
Das Hollywood & Highland Center (ehemals: Kodak Theatre), Veranstaltungsort der Oscarverleihung 2012

Die Oscarverleihung 2012 fand am 26. Februar 2012 im Hollywood & Highland Center (ehemals Kodak Theatre) in Los Angeles statt. Es war die 84. Verleihung der Academy Awards (englisch 84th Academy Awards) seit der ersten Verleihung 1929. Im Jahr der Oscarverleihung werden immer Filme des Vorjahres ausgezeichnet, in diesem Fall die Filme des Jahres 2011. Bereits im November 2011 waren die Ehrenpreise verliehen worden. Als bester Film setzte sich Michel Hazanavicius Stummfilm-Hommage The Artist durch, die in vier weiteren Kategorien preisgekrönt wurde. Auf dieselbe Anzahl an Preisen in Nebenkategorien kam Martin Scorseses Hugo Cabret.

## Eckdaten
Die Vorschläge, welche Filme in den einzelnen Kategorien nominiert werden können, konnten von den Mitgliedern der Academy of Motion Picture Arts and Sciences (AMPAS) in der Zeit vom 27. Dezember 2011 bis zum 13. Januar 2012 gemacht werden. Die Nominierungen wurden schließlich am 24. Januar 2012 im Samuel Goldwyn Theater bekanntgegeben. Die traditionelle Gala findet dann wie in den vorangegangenen Jahren einen Monat später statt.

## Moderation
Als Moderator der Gala wurde der Komiker und Schauspieler Billy Crystal engagiert, der zuvor bereits achtmal Gastgeber einer Oscarverleihung war.

## Kontroverse
Im Vorfeld der Oscarverleihung gaben Produzent Brett Ratner und in weiterer Folge auch Eddie Murphy, der als Host durch die Show hätte führen sollen, den Rückzug von ihren Funktionen bekannt. Ratner stolperte bei einem Auftritt in der Howard Stern Show über homophobe Äußerungen. So wurde er bei der Promotion zu seinem Film Aushilfsgangster gefragt, ob er denn mit den Schauspielern auch probe. Ratner gab daraufhin zur Antwort: „Was ist das, proben? Proben ist was für Schwuchteln.“ In derselben Show hob er außerdem seine Kompetenzen als Liebhaber hervor („I have huge balls“) und stellte Lindsay Lohan im gleichen Atemzug mit Geschlechtskrankheiten auf eine Stufe. Da die US-amerikanischen Medien auf Ratners Aussagen mit Empörung reagierten, musste Ratner auf Anraten von AMPAS-Präsident Tom Sherak sein Amt als Produzent der Oscarverleihung aufgeben. Infolgedessen gab Eddie Murphy, der zu den guten Freunden Brett Ratners zählt, bekannt, nicht als Moderator der Oscarverleihung zur Verfügung zu stehen.

## Neuerung
Ende Mai 2011 wurde bekannt, dass die AMPAS Überlegungen anstellt, wonach die Mitglieder der AMPAS die Nominierungen nicht mehr schriftlich auf dem Postweg, sondern online, via Internet bekannt geben dürfen. Das System der Briefwahl soll längerfristig abgeschafft werden.
Für den besten Film wurden erstmals zwischen fünf und zehn Filme nominiert, die mindestens fünf Prozent der Stimmen des bei der Vorauswahl beliebtesten Films erhalten haben. Weiter wurden die Regularien zur Kategorie Bester animierter Spielfilm geändert, so dass mindestens acht animierte Filme im Jahr veröffentlicht worden sein müssen, damit ein Preis in dieser Kategorie verliehen wird. Abhängig von der Zahl der Veröffentlichungen können bis zu fünf Filme nominiert werden. Zuvor musste diese Kategorie jedes Jahr durch das Board of Governors genehmigt werden.

## Kandidaten aus dem deutschsprachigen Raum

### Kategorie Bester fremdsprachiger Film
Folgende Filme aus dem deutschsprachigen Raum bewarben sich auf Vorschlag der jeweiligen Herkunftsländer um eine Nominierung für den Oscar in der Kategorie Bester fremdsprachiger Film:
- Deutschland: Pina, Regie: Wim Wenders, mit Ensemblemitgliedern des Tanztheaters Wuppertal Pina Bausch (in dieser Kategorie dann nicht nominiert)[7]
- Österreich: Atmen, Regie: Karl Markovics, mit Thomas Schubert, Karin Lischka, Gerhard Liebmann (kam nicht auf die Nominierungs-Shortlist[8])
- Schweiz: Sommerspiele – Giochi d’estate, Regie: Rolando Colla, mit Armando Condolucci, Fiorella Campanella, Alessia Barela (kam nicht auf die Nominierungs-Shortlist[9])

Insgesamt reichten 63 Staaten ebenso viele Filme bei der Academy ein.

### Kategorie Bester Kurzfilm
Im Dezember 2011 schafften es die beiden deutschen Beiträge Raju von Regisseur Max Zähle sowie Das Rauschen des Meeres von Torsten Truscheit und Ana Fernandes unter insgesamt 107 Bewerbungen in der Sparte Live Action Shorts (nicht animierte Kurzfilme) – in die engere Auswahl für die Nominierungen zum besten Kurzfilm. Am 24. Januar 2012 nominierte die AMPAS den Film Raju als einen von fünf Kandidaten für diesen Oscar.

### Kategorie Bester Dokumentarfilm
Folgende Filme aus dem deutschsprachigen Raum gehörten zur engeren Auswahl für eine Nominierung in der Kategorie Bester Dokumentarfilm:
- Deutschland: Pina, Regie: Wim Wenders, mit Ensemblemitgliedern des Tanztheaters Wuppertal Pina Bausch (nominiert)[13]
- Deutschland: Jane’s Journey – Die Lebensreise der Jane Goodall, Regie: Lorenz Knauer (nicht nominiert)

### Kategorie Bestes Kostümdesign
Die deutsche Kostümbildnerin Lisy Christl wurde für ihre Arbeit an Roland Emmerichs Historienfilm Anonymus für den Oscar nominiert.

### Kategorie Beste visuelle Effekte
Die visuellen Effekte in über 800 Einstellungen des Films Hugo Cabret wurden von dem deutschen Unternehmen Pixomondo unter anderem in Stuttgart, Frankfurt a. M. und Berlin erstellt. Der Film erhielt in der Kategorie Beste visuelle Effekte den Oscar.

## Preisträger und Nominierungen

### Bester Film
präsentiert von Tom Cruise
The Artist – Thomas Langmann
- The Descendants – Familie und andere Angelegenheiten (The Descendants) – Jim Burke, Alexander Payne, Jim Taylor
- Extrem laut & unglaublich nah (Extremely Loud and Incredibly Close) – Scott Rudin
- Gefährten (War Horse) – Steven Spielberg, Kathleen Kennedy
- The Help – Brunson Green, Chris Columbus, Michael Barnathan
- Hugo Cabret (Hugo) – Graham King, Martin Scorsese
- Die Kunst zu gewinnen – Moneyball (Moneyball) – Michael De Luca, Rachael Horovitz, Brad Pitt
- Midnight in Paris – Letty Aronson, Stephen Tenenbaum
- The Tree of Life – Dede Gardner, Sarah Green, Bill Pohlad, Grant Hill[15][Anmerkung 1]

### Beste Regie
präsentiert von Michael Douglas
Michel Hazanavicius – The Artist
- Woody Allen – Midnight in Paris
- Terrence Malick – The Tree of Life
- Alexander Payne – The Descendants – Familie und andere Angelegenheiten (The Descendants)
- Martin Scorsese – Hugo Cabret (Hugo)

### Bester Hauptdarsteller
präsentiert von Natalie Portman
Jean Dujardin – The Artist
- Demián Bichir – A Better Life
- George Clooney – The Descendants – Familie und andere Angelegenheiten (The Descendants)
- Gary Oldman – Dame, König, As, Spion (Tinker Tailor Soldier Spy)
- Brad Pitt – Die Kunst zu gewinnen – Moneyball (Moneyball)

### Beste Hauptdarstellerin
präsentiert von Colin Firth
Meryl Streep – Die Eiserne Lady (The Iron Lady) 
- Glenn Close – Albert Nobbs
- Viola Davis – The Help
- Rooney Mara – Verblendung (The Girl with the Dragon Tattoo)
- Michelle Williams – My Week with Marilyn

### Bester Nebendarsteller
präsentiert von Melissa Leo
Christopher Plummer – Beginners
- Kenneth Branagh – My Week with Marilyn
- Jonah Hill – Die Kunst zu gewinnen – Moneyball (Moneyball)
- Nick Nolte – Warrior
- Max von Sydow – Extrem laut & unglaublich nah (Extremely Loud and Incredibly Close)

### Beste Nebendarstellerin
präsentiert von Christian Bale
Octavia Spencer – The Help
- Bérénice Bejo – The Artist
- Jessica Chastain – The Help
- Melissa McCarthy – Brautalarm (Bridesmaids)
- Janet McTeer – Albert Nobbs

### Bestes adaptiertes Drehbuch
präsentiert von Angelina Jolie
Nat Faxon, Alexander Payne, Jim Rash – The Descendants – Familie und andere Angelegenheiten (The Descendants) 
- Stan Chervin, Aaron Sorkin, Steven Zaillian – Die Kunst zu gewinnen – Moneyball (Moneyball)
- George Clooney, Grant Heslov, Beau Willimon – The Ides of March – Tage des Verrats (The Ides of March)
- John Logan – Hugo Cabret (Hugo)
- Bridget O’Connor, Peter Straughan – Dame, König, As, Spion (Tinker Tailor Soldier Spy)

### Bestes Originaldrehbuch
präsentiert von Angelina Jolie
Woody Allen – Midnight in Paris
- J. C. Chandor – Der große Crash – Margin Call (Margin Call)
- Asghar Farhadi – Nader und Simin – Eine Trennung (Jodaeiye Nader az Simin)
- Michel Hazanavicius – The Artist
- Annie Mumolo, Kristen Wiig – Brautalarm (Bridesmaids)

### Beste Kamera
präsentiert von Tom Hanks
Robert Richardson – Hugo Cabret (Hugo) 
- Jeff Cronenweth – Verblendung (The Girl with the Dragon Tattoo)
- Janusz Kamiński – Gefährten (War Horse)
- Emmanuel Lubezki – The Tree of Life
- Guillaume Schiffman – The Artist

### Bestes Szenenbild
präsentiert von Tom Hanks
Dante Ferretti, Francesca Lo Schiavo – Hugo Cabret (Hugo) 
- Laurence Bennett, Robert Gould – The Artist
- Rick Carter, Lee Sandales – Gefährten (War Horse)
- Stuart Craig, Stephenie McMillan – Harry Potter und die Heiligtümer des Todes – Teil 2 (Harry Potter and the Deathly Hallows: Part 2)
- Hélène Dubreuil, Anne Seibel – Midnight in Paris

### Bestes Kostümdesign
präsentiert von Cameron Diaz und Jennifer Lopez
Mark Bridges – The Artist
- Lisy Christl – Anonymus
- Michael O’Connor – Jane Eyre
- Arianne Phillips – W.E.
- Sandy Powell – Hugo Cabret (Hugo)

### Bestes Make-Up
präsentiert von Cameron Diaz und Jennifer Lopez
Mark Coulier, J. Roy Helland – Die Eiserne Lady (The Iron Lady) 
- Martial Corneville, Lynn Johnston, Matthew Mungle – Albert Nobbs
- Nick Dudman, Amanda Knight, Lisa Tomblin – Harry Potter und die Heiligtümer des Todes – Teil 2 (Harry Potter and the Deathly Hallows: Part 2)

### Beste Filmmusik
präsentiert von Penélope Cruz und Owen Wilson
Ludovic Bource – The Artist
- Alberto Iglesias – Dame, König, As, Spion (Tinker Tailor Soldier Spy)
- Howard Shore – Hugo Cabret (Hugo)
- John Williams – Die Abenteuer von Tim und Struppi – Das Geheimnis der Einhorn (The Adventures of Tintin)
- John Williams – Gefährten (War Horse)

### Bester Song
präsentiert von Will Ferrell und Zach Galifianakis
„Man or Muppet“ aus Die Muppets (The Muppets) – Bret McKenzie
- „Real in Rio“ aus Rio – Carlinhos Brown, Siedah Garrett, Sérgio Mendes

### Bester Schnitt
präsentiert von Tina Fey und Bradley Cooper
Kirk Baxter, Angus Wall – Verblendung (The Girl with the Dragon Tattoo) 
- Anne-Sophie Bion, Michel Hazanavicius – The Artist
- Thelma Schoonmaker – Hugo Cabret (Hugo)
- Christopher Tellefsen – Die Kunst zu gewinnen – Moneyball (Moneyball)
- Kevin Tent – The Descendants – Familie und andere Angelegenheiten (The Descendants)

### Beste Tonmischung
präsentiert von Tina Fey und Bradley Cooper
Tom Fleischman, John Midgley – Hugo Cabret (Hugo) 
- Deb Adair, Ron Bochar, David Giammarco, Edward Novick – Die Kunst zu gewinnen – Moneyball (Moneyball)
- Peter J. Devlin, Jeffrey J. Haboush, Greg P. Russell, Gary Summers – Transformers 3 (Transformers: Dark of the Moon)
- Tom Johnson, Andy Nelson, Gary Rydstrom, Stuart Wilson – Gefährten (War Horse)
- Ren Klyce, David Parker, Bo Persson, Michael Semanick – Verblendung (The Girl with the Dragon Tattoo)

### Bester Tonschnitt
präsentiert von Tina Fey und Bradley Cooper
Eugene Gearty, Philip Stockton  – Hugo Cabret (Hugo) 
- Erik Aadahl, Ethan Van der Ryn – Transformers 3 (Transformers: Dark of the Moon)
- Lon Bender, Victor Ray Ennis – Drive
- Richard Hymns, Gary Rydstrom – Gefährten (War Horse)
- Ren Klyce – Verblendung (The Girl with the Dragon Tattoo)

### Beste visuelle Effekte
präsentiert von Emma Stone und Ben Stiller
Ben Grossmann, Alex Henning, Robert Legato, Joss Williams – Hugo Cabret (Hugo) 
- Daniel Barrett, Dan Lemmon, Joe Letteri, R. Christopher White – Planet der Affen: Prevolution (Rise of the Planet of the Apes)
- Scott Benza, Matthew Butler, Scott Farrar, John Frazier – Transformers 3 (Transformers: Dark of the Moon)
- Tim Burke, Greg Butler, John Richardson, David Vickery – Harry Potter und die Heiligtümer des Todes – Teil 2 (Harry Potter and the Deathly Hallows: Part 2)
- Swen Gillberg, Erik Nash, John Rosengrant, Dan Taylor – Real Steel

### Bester Animationsfilm
präsentiert von Chris Rock
Rango – Gore Verbinski
- Chico & Rita – Javier Mariscal, Fernando Trueba
- Der gestiefelte Kater (Puss in Boots) – Chris Miller
- Die Katze von Paris (Une vie de chat) – Jean-Loup Felicioli, Alain Gagnol
- Kung Fu Panda 2 – Jennifer Yuh Nelson

### Bester animierter Kurzfilm
präsentiert von Kristen Wiig, Maya Rudolph, Ellie Kemper, Melissa McCarthy, Rose Byrne und Wendi McLendon-Covey
The Fantastic Flying Books of Mr. Morris Lessmore – William Joyce, Brandon Oldenburg
- Dimanche – Patrick Doyon
- La Luna – Mondlicht (La Luna) – Enrico Casarosa
- A Morning Stroll – Sue Goffe, Grant Orchard
- Wild Life – Amanda Forbis, Wendy Tilby

### Bester Kurzfilm
präsentiert von Kristen Wiig, Maya Rudolph, Ellie Kemper, Melissa McCarthy, Rose Byrne und Wendi McLendon-Covey
Die Küste (The Shore) – Oorlagh George, Terry George
- Pfingsten (Pentecost) – Peter McDonald, Eimear O’Kane
- Raju – Stefan Gieren, Max Zähle
- Time Freak – Andrew Bowler, Gigi Causey
- Tuba Atlantic – Hallvar Witzø – nachträglich disqualifiziert

### Bester Dokumentarfilm
präsentiert von Gwyneth Paltrow und Robert Downey Jr.
Ungeschlagen (Undefeated) – Dan Lindsay, T. J. Martin, Richard Middlemas
- Hell and Back Again – Danfung Dennis, Mike Lerner
- If a Tree Falls: A Story of the Earth Liberation Front – Sam Cullman, Marshall Curry
- Paradise Lost 3: Purgatory – Joe Berlinger, Bruce Sinofsky
- Pina – Gian-Piero Ringel, Wim Wenders

### Bester Dokumentar-Kurzfilm
präsentiert von Kristen Wiig, Maya Rudolph, Ellie Kemper, Melissa McCarthy, Rose Byrne und Wendi McLendon-Covey
Saving Face – Gebt mir mein Gesicht zurück (Saving Face) – Daniel Junge, Sharmeen Obaid-Chinoy
- The Barber of Birmingham: Foot Soldier of the Civil Rights Movement – Gail Dolgin, Robin Fryday
- Gott ist größer als Elvis (God Is the Bigger Elvis) – Julie Anderson, Rebecca Cammisa
- Incident in New Baghdad – James Spione
- The Tsunami and the Cherry Blossom – Kira Carstensen, Lucy Walker

### Bester fremdsprachiger Film
präsentiert von Sandra Bullock, zum Teil auf Deutsch, das sie als „Mandarin mit deutschem Akzent“ bezeichnete
Nader und Simin – Eine Trennung (Jodaeiye Nader az Simin), Iran – Asghar Farhadi
- Bullhead (Rundskop), Belgien – Michaël R. Roskam
- Hearat Shulayim, Israel – Joseph Cedar
- In Darkness (W ciemności), Polen – Agnieszka Holland
- Monsieur Lazhar, Kanada – Philippe Falardeau

## Ehrenpreise
- Ehrenoscar: James Earl Jones (Schauspieler), Dick Smith (Maskenbildner)
- Jean Hersholt Humanitarian Award: Oprah Winfrey

Die Verleihung der Ehrenpreise (Governors Awards) erfolgte am 12. November 2011 im Rahmen eines Dinners.

## In Memoriam
Wie in jedem Jahr wurde auch 2012 den im Vorjahr verstorbenen Filmschaffenden durch einen kurzen Film gedacht. In der Reihenfolge, in der sie im Filmbeitrag zu sehen waren, waren das:
| - Jane Russell - Annie Girardot - John Calley - Polly Platt - Ken Russell - Donald Peterman - Farley Granger - Whitney Houston - Bingham Ray - Takuo Miyagishima - Bert Schneider - Michael Cacoyannis - David Zelag Goodman - James Rodnunsky - Peter E. Berger - Jack J. Hayes - Peter Falk - Cliff Robertson - Laura Ziskin - Sidney Lumet | - Sue Mengers - Steve Jobs - George Kuchar - Hal Kanter - Theadora Van Runkle - Tim Hetherington - Gene Cantamessa - Gary Winick - Bill Varney - Jackie Cooper - Gilbert Cates - Richard Leacock - James M. Roberts - Marion Dougherty - Norman Corwin - Paul John Haggar - Joseph Anthony Farrell - Ben Gazzara - Elizabeth Taylor |